# Mediterraneo (Rosanna Fratello)
Mediterraneo è un album inciso da Rosanna Fratello, pubblicato dalla Balance Records nel 1980.
Alla stesura dei brani partecipano gli autori Marisa Terzi, Mario Balducci e Vito Pallavicini.

## Tracce
1. Per un uomo che va (G. Balducci, M. Balducci)
2. Desiderio (Facile, V. Nanna, S. Parisini)
3. Ma quando penso (Marisa Terzi)
4. E pioveva, pioveva, pioveva (G. Malgoni, S. Zaccaria)
5. Un diavolo (M. Tersi)
6. La rosa dei venti (A. Mammoliti, L. Beretta)
7. La dolce sete (E. Sciorilli, Vito Pallavicini)
8. Prendimi (A. Mammoliti, M. Balducci)
9. Il tuo ritorno (Roferri, Scandolara)